# 관촌초등학교
관촌초등학교는 대한민국 전북특별자치도 임실군 관촌면 관촌리에 있는 공립 초등학교이다.

## 학교 연혁
- 1921년 5월 1일 관촌공립보통학교(4년제) 개교
- 1926년 4월 19일 6년제 개편
- 1938년 4월 1일 관촌공립심상소학교로 개칭[1]
- 1941년 4월 1일 관촌공립국민학교로 개칭[2]
- 1949년 12월 31일 관촌국민학교로 개칭
- 1991년 9월 1일 관촌동국민학교 통폐합
- 1993년 3월 1일 회봉분교장 통폐합
- 1996년 3월 1일 관촌초등학교로 개칭[3]
- 1999년 9월 1일 상월분교장 통폐합
- 2018년 9월 1일 제33대 이정희 교장 부임
- 2020년 2월 7일 제96회 졸업 16명(총 9,709명)
- 2021년 1월 11일 제97회 졸업 17명(총 9,726명)

## 학교 상징
- 교화 - 장미 : 향기나는 아름다운 장미꽃처럼 원만한 인품과 바른 몸가짐을 가진 관촌어린이를 상징함.
- 교목 - 주목 : 사철 늘푸름을 간직한 주목처럼 자기의 어려움을 이겨내는 강한 관촌어린이를 상징함.

## 참고 자료
- 관촌초등학교 - 한국교육학술정보원 학교알리미